# Braunsapis somatotheca
Braunsapis somatotheca là một loài Hymenoptera trong họ Apidae. Loài này được Strand mô tả khoa học năm 1915.
Loài này phân bố ở Zimbabwe.